# Zgromadzenie Przyjaciół Konstytucji Rządowej
Zgromadzenie Przyjaciół Konstytucji Rządowej pełna nazwa „Zgromadzenie Przyjaciół Konstytucji Rządowej Fiat Lux (łac. „niech stanie się światłość”; zwane też Klubem Przyjaciół Konstytucji) – polskie stronnictwo polityczne będące równocześnie klubem parlamentarnym,  założone 10 maja 1791 (na zebraniu u marszałka sejmu Stanisława Małachowskiego), którego celem było podtrzymywanie  uchwalonej kilka dni wcześniej Konstytucji 3 maja i dbanie o nienaruszanie jej postanowień. Doprowadziło do przyjęcia przez Sejm Czteroletni wielu ustaw szczegółowych, sankcjonujących przeprowadzoną zmianę ustroju Rzeczypospolitej.
Przez przeciwników złośliwie nazywane „klopem”.

## Skład
Zgromadzenie Przyjaciół Konstytucji Rządowej liczyło ogółem 213 członków, w tym 14 senatorów i 125 posłów, resztę stanowili arbitrowie sejmowi (publiczność na galerii); na czele stronnictwa nieformalnie stał Hugo Kołłątaj. Zgromadzenie uważane jest za pierwszą polską partię polityczną.
Jego członkami i założycielami byli m.in. podkanclerzy koronny ksiądz Hugo Kołłątaj, książę Adam Kazimierz Czartoryski, książę Józef Poniatowski, Marcin Badeni, Franciszek Barss, Joachim Litawor Chreptowicz, Jan August Cichocki, Ignacy Dembiński, Ignacy Józef Działyński, Ksawery Działyński, Antoni Bazyli Dzieduszycki, Augustyn Gorzeński, Paweł Jerzy Grabowski, Ludwik Szymon Gutakowski, Janusz Stanisław Iliński, Pius Kiciński, Michał Kochanowski, Stanisław Kublicki, Antoni Bartłomiej Ledóchowski, Feliks Franciszek Łubieński, Jan Paweł Łuszczewski, Antoni Józef Madaliński, Józef Andrzej Mikorski, Mikołaj Morawski, Tadeusz Antoni Mostowski, Adam Tadeusz Naruszewicz, Julian Ursyn Niemcewicz, Józef Kajetan Ossoliński, Tomasz Adam Ostrowski, Scipione Piattoli, Grzegorz Piramowicz, Antoni Protazy Potocki, Ignacy Potocki, Stanisław Kostka Potocki, Józef Ignacy Rybiński, Walenty Sobolewski, Stanisław Sołtan, Stanisław Sołtyk, Michał Strasz, Marcin Niemirowicz-Szczytt, Józef Weyssenhoff, Mikołaj Wolski, Michał Zabiełło, Ignacy Wyssogota Zakrzewski.
Posiedzenia klubu, zwane sesjami, odbywały się w siedzibie loży masońskiej Wielki Wschód Polski w pałacu Radziwiłłów w Warszawie; przynajmniej 50 członków stronnictwa było masonami.
Pierwsze zaprotokołowane posiedzenie odbyło się 21 maja 1791 r. W ciągu ponad pół roku miało miejsce 20 posiedzeń. Ostatnie znane posiedzenie nr 21 nastąpiło 14 grudnia 1791 r.

## Statut organizacji
W Zgromadzeniu obowiązywał statut, podobny do regulaminu sejmowego, o nazwie i treści następującej:
Ustawy dla zgromadzenia przyjaciół konstytucji rządowej Fiat lux.
Nigdy bardziej cnotliwa tylu obywatelów gorliwość o dobro publiczne nie potrzebowała silniejszego poparcia jak po świętym i wiekopomnym dziele w dniach 3-m i 5–tym miesiąca Maja roku bieżącego 1791 uskutecznionym. Poparcia zaś tego obiecywać sobie nie można, jak tylko przez porozumienie się wzajemne i konieczną jedność. W zamiarze więc ugruntowania i dokończenia dzieła tak zbawiennego przedsięwzięliśmy sposób najprostszy złączenia się obywatelskiego pod hasłem dobra Ojczyzny i jednomyślności, tej to jednomyślności, bez której próżno byśmy się starali o utwierdzenie szczęścia narodowego to jest bezpieczeństwa wspólnego i swobód wzajemnych. Z tych tedy najczystszych pobudek związkowi i posiedzeniom naszym następujące przepisujemy prawidła.
1-mo. Zgromadzenia naszego cel najistotniejszy, do którego wszystkie usiłowania i prace nasze stosować się będą, a którzy za trwałą i nigdy niezmienną Zgromadzenia naszego ustawę mieć chcemy, jest ugruntowanie konstytucji gorliwie w dniach 3-m i 5-tym miesiąca maja uchwalonej. Zasady tejże Konstytucji utrzymywać i jak najdzielniej w każdym miejscu popierać najpierwszym składających niniejsze zgromadzenie jest obowiązkiem, dlatego daliśmy związkowi naszemu nazwisko: Zgromadzenie Przyjaciół Konstytucji Rządowej.
2-do Chociaż liczba fundatorów tegoż Zgromadzenia już jest udeterminowana, jednakże ktokolwiek pragnąć jedności, niepodległości i rządu narodu podług zasad ugruntowanych tąż Konstytucją, życzyłby sobie stać się uczestnikiem tej pracy obywatelskiej, będzie przyjętym do niniejszego Zgromadzenia, byle się obowiązał dochować przepisy onego i te jak najściślej dopełnił.
3-tio. Każdy w toż Zgromadzenie wchodzący chronić się ma wszelkich sprzeczek, sporów, dawania komukolwiek pochwał obywatelskich w tymże posiedzeniu, bo każda dobra czynność nie ma się uważać za osobna lub do jednaj osoby należącą, ale do całego Zgromadzenia należącą.
4-tio. Nikt większym, godniejszym w tym Zgromadzeniu nie będzie, ale wszyscy równymi i dlatego żadne dystynkcje używane być nie mają.
5-to. Na każdym posiedzeniu członki tego Zgromadzenia podług porządku alfabetycznego koleją prezydować będą.
6-to. Wolno będzie każdemu zdanie swoje otworzyć i te popierać, unikając jednak wszelkiej próżnej wymowy, a dla zachowania porządku nikomu wolno mówić będzie, jak tylko za danym sobie przez prezydującego głosem.
7-mo. Jedność, będąc twierdzą najistotniejszą ciała politycznego każdej Rzeczypospolitej, gdzież, bardziej oznaczać powinna swą cechą czynności, jak w Zgromadzeniu naszym, ugruntowanym na miłości obywatelskiej, na zaufaniu wzajemnym charakterowi osób toż składających? Potrzeba więc, aby władała umysłem każdego ta prawda, jedynie tylko związek społeczności utrzymać zdolna, że każdy w szczególności wzięty niczym więcej nie jest jak tylko członkiem naturalnie ogółowi poddanym. A zatem po roztrząśnięciu dokładnym każdej materyi do niniejszego Zgromadzenia wniesionej, gdy przyjdzie do decyzji, jeżeli by jednomyślność nie nastąpiła, każdy nawzajem obowiązanym jest nie opierać się uporczywie przy zdaniu, owszem uczynić ofiarę miłości własnej i przystąpić do decyzji większości. Wszakże lękać się żadnej nowości nie może, gdyż wszelkie czynności niniejszego Zgromadzenia jedynie tylko do wydoskonalenia dzieła już ustanowionego, to jest Konstytucyi, dążyć mają. Cokolwiek więc na sesyjach tego Zgromadzenia per unamitatem vel pluralitatem [jednomyślnie lub większością] uchwalone zostanie, to służyć ma za prawidło i będzie zdaniem dla wszystkich członków.
8-vo. Wszystkie decyzyje Zgromadzenia w protokół wciągane być mają, do którego utrzymywania Zgromadzenie trzech spośród siebie na dekretarzów wyznaczy. Opis zaś każdej sesyi podpisem prezydującego w protokole oznaczonym być powinien.
9-no. Zgromadzenie wybierze spomiędzy siebie siedm członków, którzy wygotowaniem wczesnym materyi do ciągłej pracy potrzebnych, a to z projektów sobie podanych, zatrudnić się mają.
10-mo. Komplet każdego posiedzenia, w którym materyje roztrząsane i decydowane być mogą, składa się z najmniejszej liczby osób.[brak liczby]
11-mo. Dzień i godzina na sesyje Zgromadzenia udeterminowane z największa punktualnością zachowane będą.
12-mo. Każda osoba do Zgromadzenia przyjęta starać się będzie pomnażać liczbę członków onegoż i rozkrzewiać zasady Zgromadzenia tak użytecznego.
13-tio. Kto do liczby związku naszego p[przypuszczonym być pragnie, ten zaręczenie mieć powinien najmniej jednej z osób niniejsze zgromadzenie składających, jako jest przekonanym o świętobliwości zamiaru naszego; poczem przyjęcie proponowane większością gałek sekretnych decydowane będzie.
14-to. Każdy członek, tak z liczby składających Zgromadzenie fundatorskie jako i tych. Którzy one na potem pomnożą, dawszy rękę prawą prezydującemu następująca obowiąże się deklaracyją: „Ja NN zaręczam na miłość Ojczyzny, jej całość i niepodległość, na obowiązki sumienia i honoru, iż zasady Zgromadzenia Przyjaciół Konstytucji Rządowej w każdym miejscu jak najusilniej popierać i utrzymywać będę, przepisy obowiązków tegoż Zgromadzenia ściśle dopełnię, ojczyznę moją wszelkimi podanymi od Zgromadzenia sposobami ratować, w zdaniu moim upornym nie być, ale zawsze do większości członków tegoż zgromadzenia zdanie moje stosować przyrzekam. Co wszystko zaręczam pod obowiązkiem honoru i uczciwości”.
Akt niniejszy my wszyscy składający Zgromadzenie Przyjaciół Konstytucji Rządowej podpisami naszymi stwierdzamy. W Warszawie